# Завод катализаторов (Омск)
Завод катализаторов в Омске — крупное предприятие нефтехимической отрасли, строительство которого будет завершено к концу 2022 года. Продукция завода — высокотехнологичные катализаторы для нужд нефтепереработки. Предприятие дополнит нефтехимический кластер в Омске, основой которого является Омский нефтеперерабатывающий завод, принадлежащий ПАО «Газпром нефть».
Оператор проекта — входящее в состав ПАО «Газпром нефть» ООО"Газпромнефть — Каталитические системы".

## Характеристики
Проектная годовая мощность завода составит[когда?] 15 тыс. тонн катализаторов каталитического крекинга, 4 тыс. тонн катализаторов гидроочисткии и 2 тыс. тонн катализаторов гидрокрекинга — в общей сложности, 21 тыс. тонн. Бюджет проекта — 30 млрд рублей.
Предприятие представляет собой пример многостороннего импортозамещения. Крупное производство катализаторов поможет значительно снизить импортозависимость российской нефтепереработки. На самом заводе предусмотрено использование исключительно российских разработок (собственные технологии и совместные разработки с научно-проектными организациями).

## История
В 2019 году компания «Газпром нефть» подписала специальный инвестиционный контракт (СПИК) с Минпромторгом России и правительством Омской области о строительстве современного завода по производству катализаторов (строительные работы начались в ноябре того же года). Проект получил статус национального.
К весне 2021 года было практически завершено строительство складов сырья и готовой продукции, а также автоматизированного комплекса теплогенерации. Ранее, в декабре 2020 года, был открыт Отраслевой центр развития катализаторных технологий, который войдёт в состав завода. Главная задача центра — для проведение сравнительных испытаний катализаторов с учётом промышленных условий. Параллельно активно шло строительство основных технологических объектов.
На начало декабря 2021 года было законтрактовано 100 процентов оборудования, из которого 98 процентов было уже получено. К этому времени промышленное производство катализаторов гидроочистки уже началось на производственных площадках партнеров компании (включая партию катализаторов для Московского НПЗ).
В декабре 2021 года стало также известно, что ООО «Газпромнефть — Каталитические системы», победив в отборе, получит 802 млн руб. из бюджета Омской области в форме субсидии на возмещение затрат по созданию инфраструктуры для катализаторного производства. Основание — применения постановления правительства РФ от 19 октября 2020 года, согласно которому регионы, активно развивающие инфраструктуру, получают право на списание долгов по бюджетным кредитам, и эти деньги могут направляться на создание новых объектов инфраструктуры по инвестпроектам.
2 ноября 2023 года, на фоне российского вторжения на Украину, «Газпромнефть — Каталитические системы» включены в блокирующий санкционный список США.

## Перспективы развития и сбыта
По словам главы ООО «Газпромнефть — Каталитические системы» Александра Чембулаева предполагается, что продукция завода займёт более 70 % отечественного рынка катализаторов каталитического крекинга и гидропроцессов (в основном — в порядке импортозамещения), а технически сможет даже заполнить весь рынок.
Значительную часть сбыта составит экспорт продукции: катализаторов — прежде всего, на НПЗ стран СНГ, а в перспективе — АТР и Ближнего Востока.